# Quot servi, tot hostes
Quot servi, tot hostes (лат. изговор: квот серви тот хостес). Колико робова, толико непријатеља. (Сенека)

## Изрека другачије
Quot servos habemus, totidem habemus hostes (лат. изговор: квот сервос хабемус, тотидем хабемус хостес). Колико имамо робова, толико имамо и непријатеља. (Сенека)

## Поријекло изреке
Ову изреку је изрекао почетком нове ере познати римски књижевник и филозоф Сенека.

## Слика друштвених односа
Сенека говори о робовласничком друштву. То је друштвено-економска форамција са првом класном подјелом. Настају робовласници и робови. Робови су обесправљени у сваком погледу. Роб је ствар са којом робовласник може да располаже како хоће и умије. Ове класе су антагонистичке и коначно непормирљиве. Овај однос рађа и чини ову друштвено економску формацију, али, истовремено у себи садржи моторику, и разлог промјене и настанка нове, више друштвено-економске фомације феудализма. Класе, владајућа и потлачена, су у непријатељским односима, које Сенека изражава у овој изреци: „Колико робова толико непријатеља"

## Тумачење
Сенека констатује: сви робови су непријатељи свим робовласницима.